# Mr. P.J. Troelstraweg
De Mr. P.J. Troelstraweg (kortweg Troelstraweg, vernoemd naar Pieter Jelles Troelstra) is een laan in Leeuwarden. De Mr. P.J. Troelstraweg is onderdeel van de wegverbinding Leeuwarden - Stiens, en heeft deze naam vanaf de gemeentegrens van Leeuwarden tot waar de weg vlak voor het centrum overgaat in de Spanjaardslaan. Op het gedeelte tussen de Ring Leeuwarden en de gemeentegrens loopt de N357 over de Mr. P.J. Troelstraweg.
Het is een brede laan waaraan mooie (heren)huizen staan, gebouwd in de jaren dertig. Vroeger heette de Troelstraweg Stienserweg, maar dit is op 1 januari 1931 veranderd. Ook het voormalig Sint Bonifatius Hospitaal ligt aan de Troelstraweg. Op de plaats van de afgebroken Goede Herderkerk (1954-2004) werd het appartementencomplex Herdershoven gebouwd.